# گروب جی ۱۲۰
گروب جی ۱۲۰ (به انگلیسی: Grob_G_120) یک هواگرد از نوع هواپیمای آموزشی ساخت شرکت Grob Aircraft است. هواگرد گروب جی ۱۲۰ نخستین پروازش را در ۱۹۹۹ میلادی انجام داد.